# Mancomunidad de los Concejos de Grado y Yernes y Tameza
Comprende los concejos de:
- Grado
- Yernes y Tameza

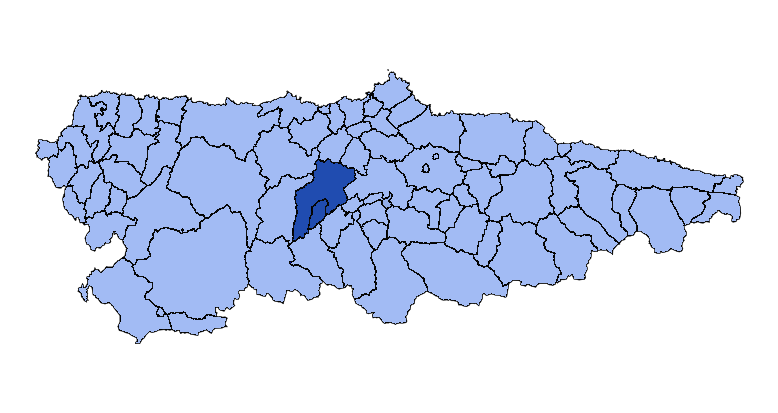
Vista de los concejos que forman la mancomunidad.

Esta mancomunidad busca la cooperación entre los dos concejos. Una de sus últimas adquisiciones, y de las más costosas ha sido una máquina para desbrozar las carreteras de ambos concejos.
- Datos: Q5991225